# Архітектура Албанії
Архітектура Албанії знаходиться під впливом Іллірійської, Грецької, Римської, Османської та Італійської архітектури, зберігаючи при цьому різні Албанські особливості, такі як Албанський будинок. Від античності до сучасності, міста Албанії розвивалися всередині замку, включаючи житлові будинки, релігійні та комерційні структури, з постійним перепроектуванням міських площ і еволюцією методів будівництва.

## Античність
Початок архітектури в Албанії датується серединою Неоліту, з відкриття доісторичних помешкань в Дунавеці та Малику. Вони були побудовані на дерев'яних платформах, які спиралися на кілки, встромлені вертикально в ґрунт. Доісторичні помешкання в Албанії поділяються на три типи: будинки укладені або повністю на землі, або на половину під землею, а також будинки над землею.

З V століття до н. е., римські колонії Аполлонія та Диррахій процвітали, в той же час з'явилися іллірійські міста, такі як Білліс, Амантія та Дімалі. Вони були побудовані на вершині найвищих пагорбів та оточені сильно укріпленими стінами. Було також побудовано соціальні структури: Колізей Дуррес, Храм Аполлона, Бутринт, а також різні набережні, театри, стадіони.

Соціальні структури Албанії
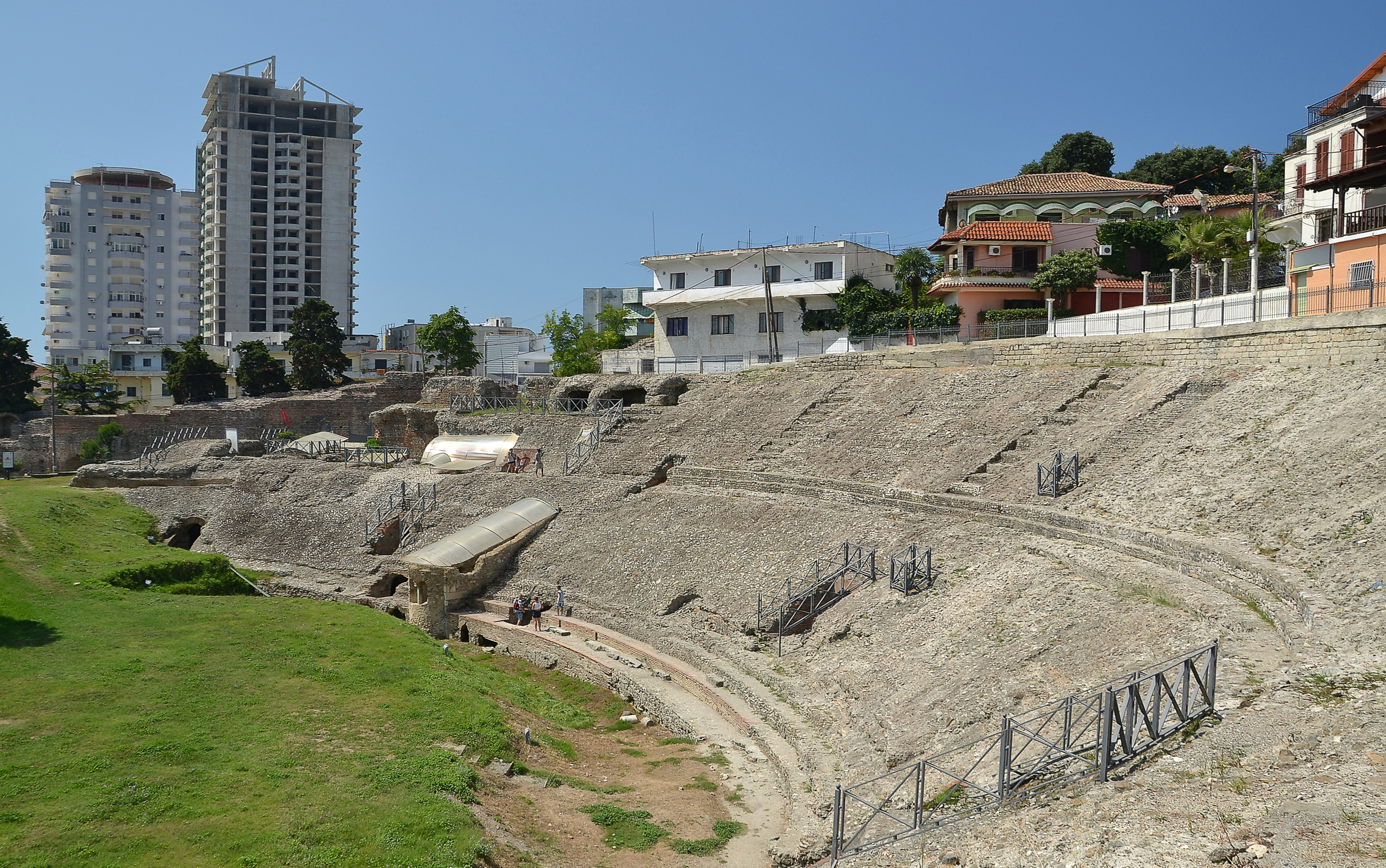
Колізей Дуррес
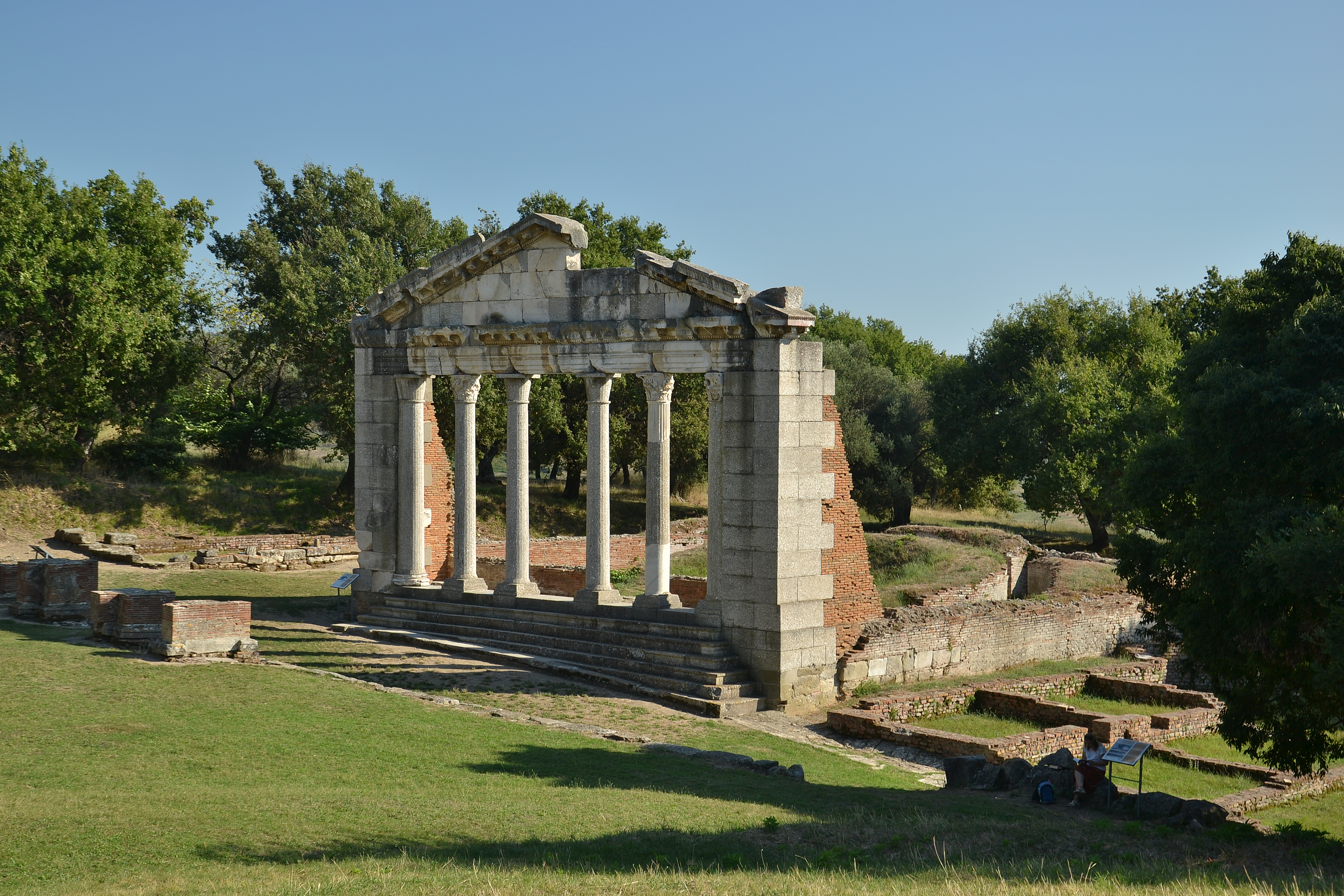
Храм Аполлона
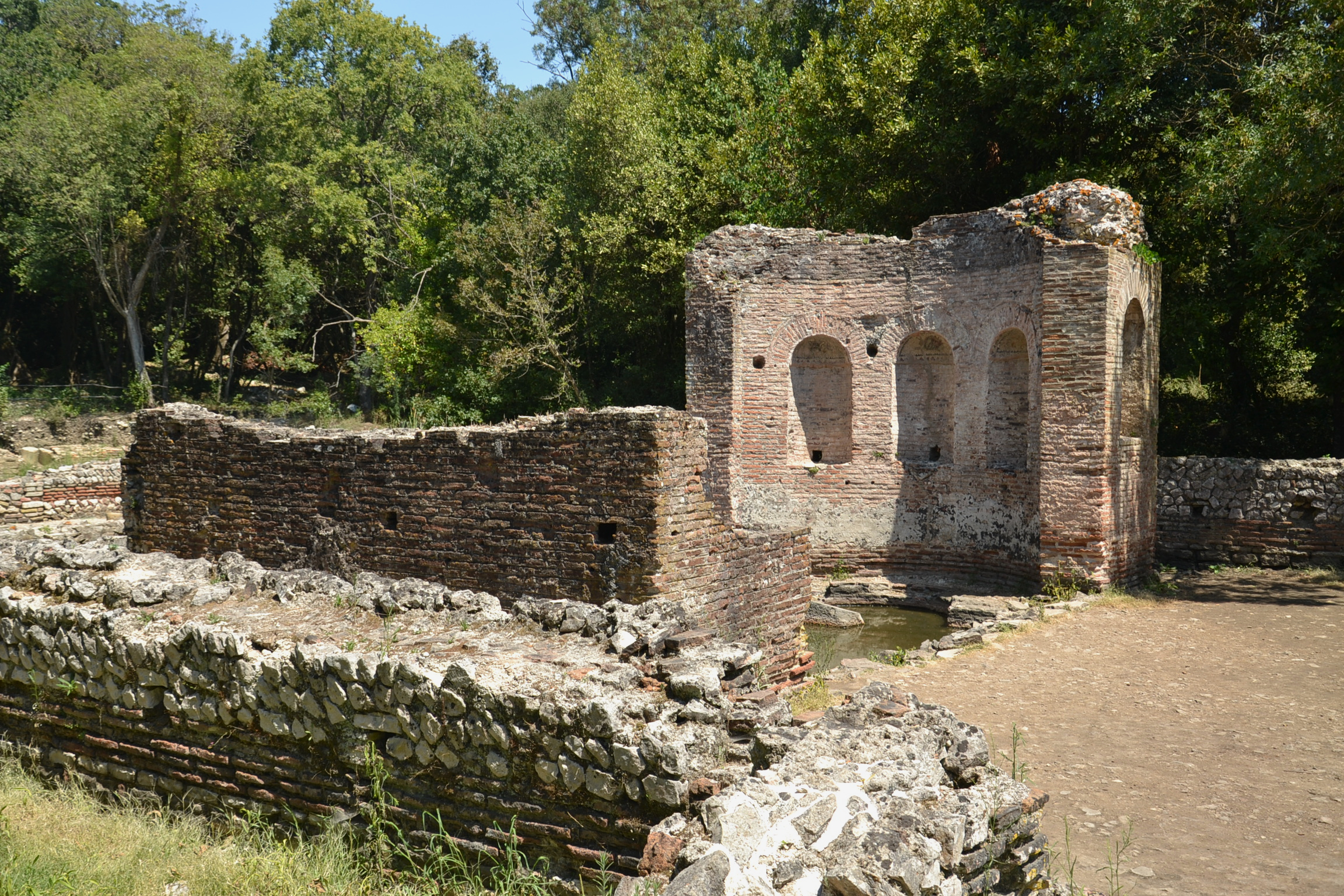
Бутринт
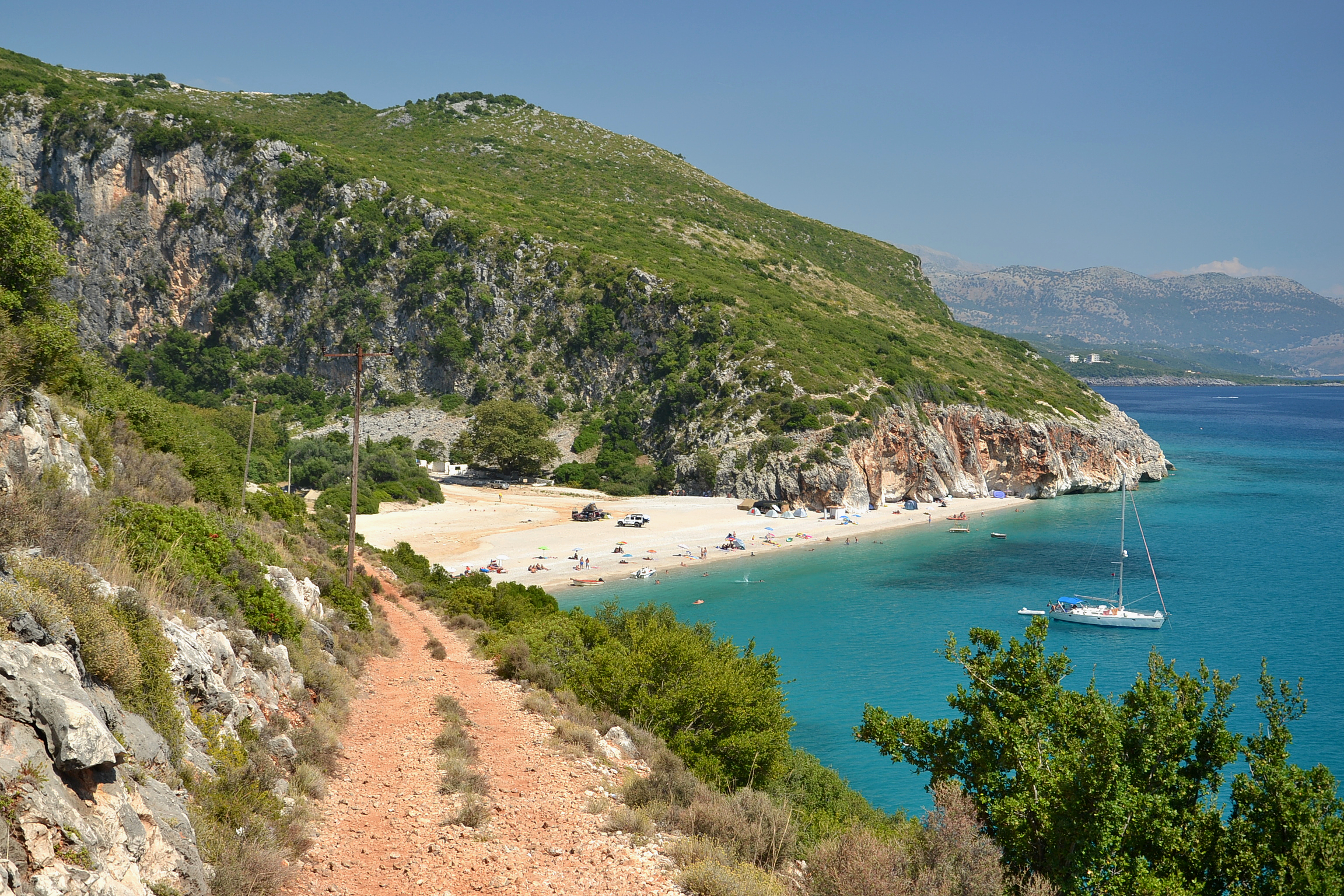
Набережна
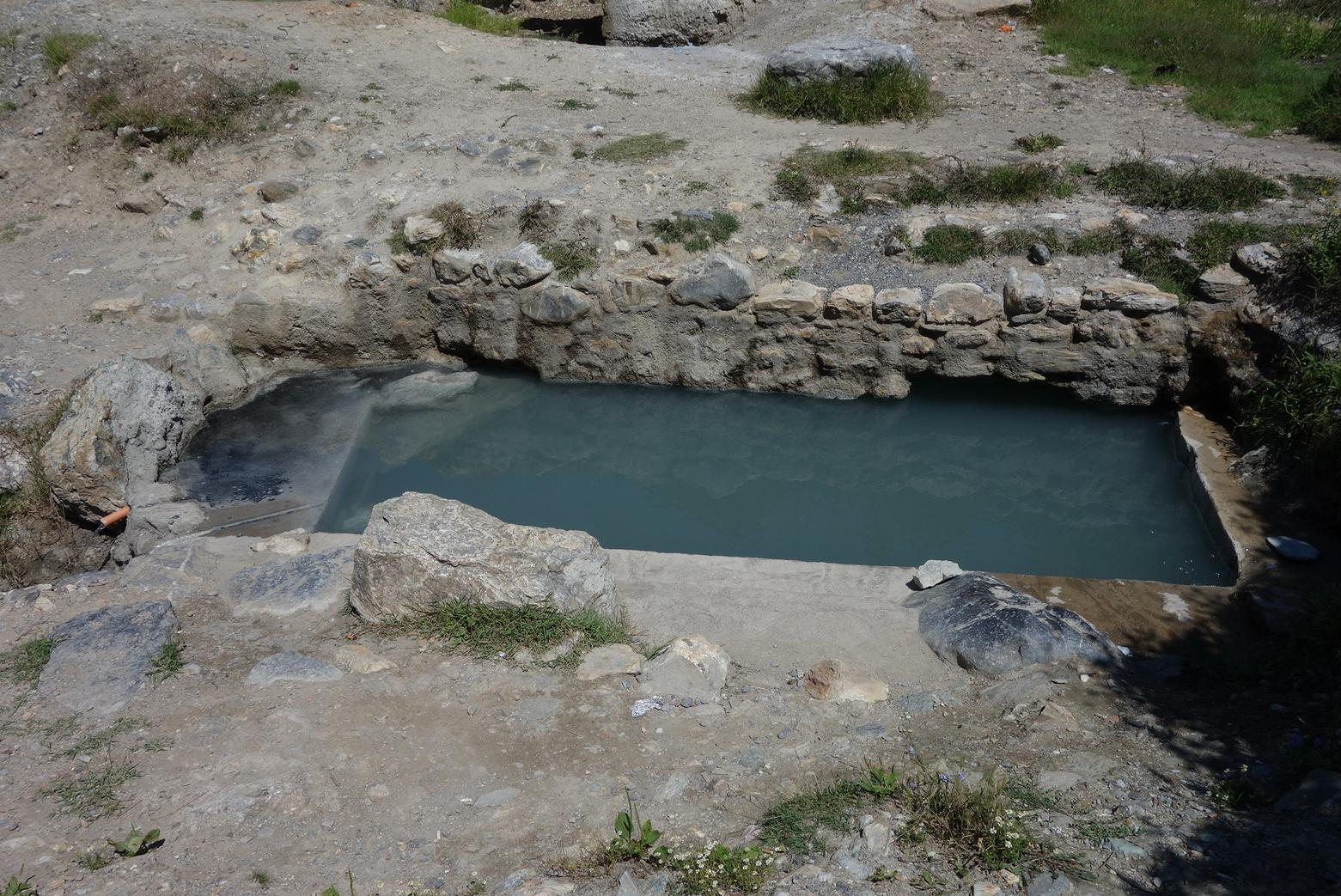
Термальні ванни
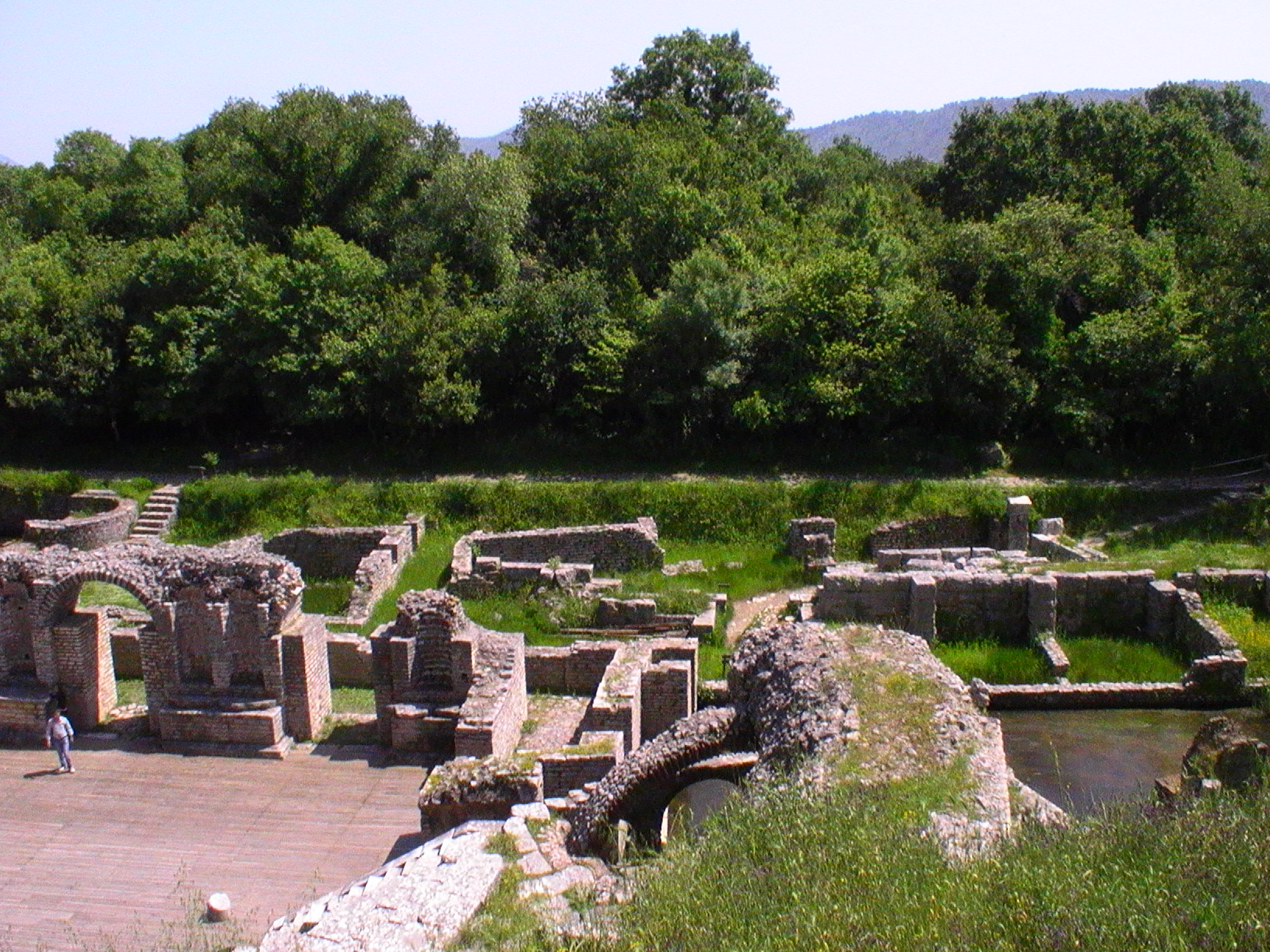
Театр Аполлона
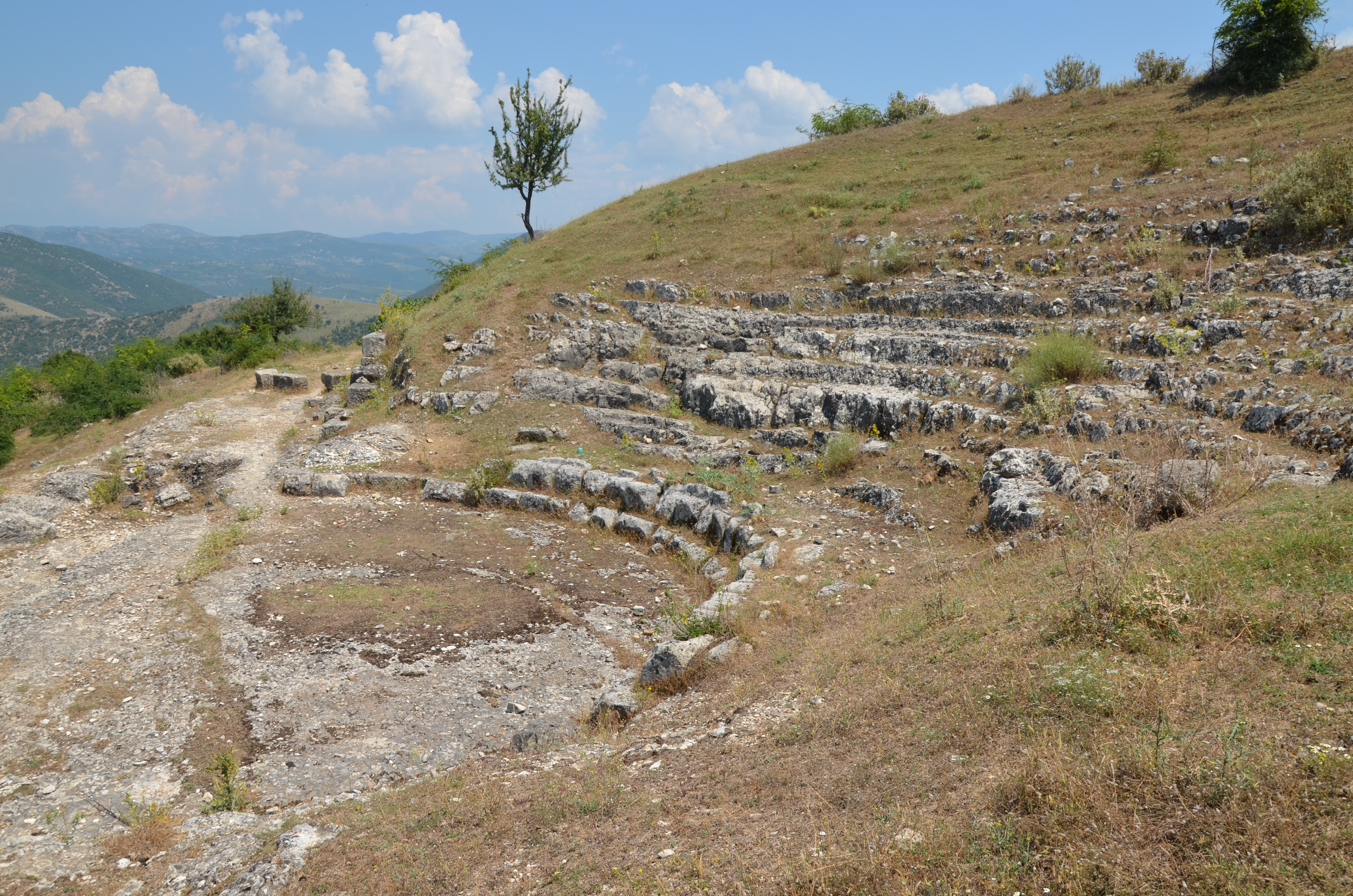
Театр Нікаї

Між I—V століттями н. е., стіни Дурресу біли укріплені трьома захисними шарами. Був побудований іподром. Санітарні системи були вдосконалені. У той же час до храму Аполлона були додані бібліотека та Одеон. Період також зазначає будівництво термальних ванн, які були соціально значущими, адже служили як місце збору.

##### Рання Християнська архітектура
Однією з ранніх християнських структур є Базиліка. Найбільша з них в Албанії це Бутринт, розташований в південно-східній частині стародавнього міста.

## Середньовіччя
У Середньовіччі, різноманітність архітектурних стилів розроблялися у вигляді житла, інженерних споруд, оборони. Тим не менш, деякі спадкові історичні споруди були пошкоджені в результаті вторгнення Османських сил.
У XV столітті особливу увагу було приділено захисним спорудам, таким як замки Девол, Бутринт і Шкодер. Більше реконструкцій відбулося в стратегічних точках, таких як замки Ельбасана, През, Тепелена і Вльора, причому останній був найважливіший на узбережжі.
У XVIII—XIX століттях, великі сім'ї такі як, Ахмет Курт Паша і Алі Паш Тепелена реконструювали кілька укріплень, такі як замок Шкодер та Берат. Важливо відзначити, що Алі Паш Тепелена приступив до кампанії для головних замків по всьому Епіру.

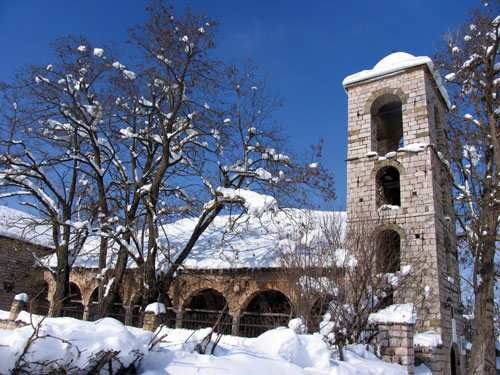
Церква Святого Миколи у Воскопої

##### Релігійні об'єкти
У період Середньовіччя мечеті в Албанії можна розділити на дві категорії: ті що перекриті куполом, та ті що перекриті дахом. Останні були прийняті після Османського нашестя, шляхом перетворення церков Шкодер, Брет, Ельбасан і Канина. Наприклад, мечеть побудована Мустафою Паші Бушаті в Шкодері нагадує типову Стамбульську мечеть.
З іншого боку, християнські релігійні структури успадкували багато рис від своїх попередників палеохристиян. Між XVI—XIX століттями, ряд невеликих християнських структур з простим оформленням було побудовано як базиліки. Наприклад: монастир Арденіца та церква Святого Миколи у Воскопої. Остання є однією з найцінніших пам'яток в Албанії. Її внутрішні стіни покриті картинами відомих художників Девіда Селеіка та братів Констянтина та Атанашеса Зографів.

## Розвиток середньовічного міста між XV—XIX століттями
У XVIII столітті, силует міста в Албанії став включати в себе місця поклоніння та вежу з годинником. Вони, разом з іншими соціальними структурами, такими як термальні ванни та фонтани, збагачували центр міста та його околиці.
У XIX столітті ринок виступає як центр виробництва та обміну, в той час як місто розширюється за межі замку, який повністю втрачає свою функцію та жителів. Протягом цього періоду Шкодер та Корса стали важливими комерційними та кваліфікованими ремісничими центрами.
Середньовічні міста в Албанії класифікуються за двома критеріями:
- Міста пов'язані з укріпленнями, такі як Бере
- Міста які лежать в плоских або крутих місцевостях, такі як Тирана

##### Албанські будинки

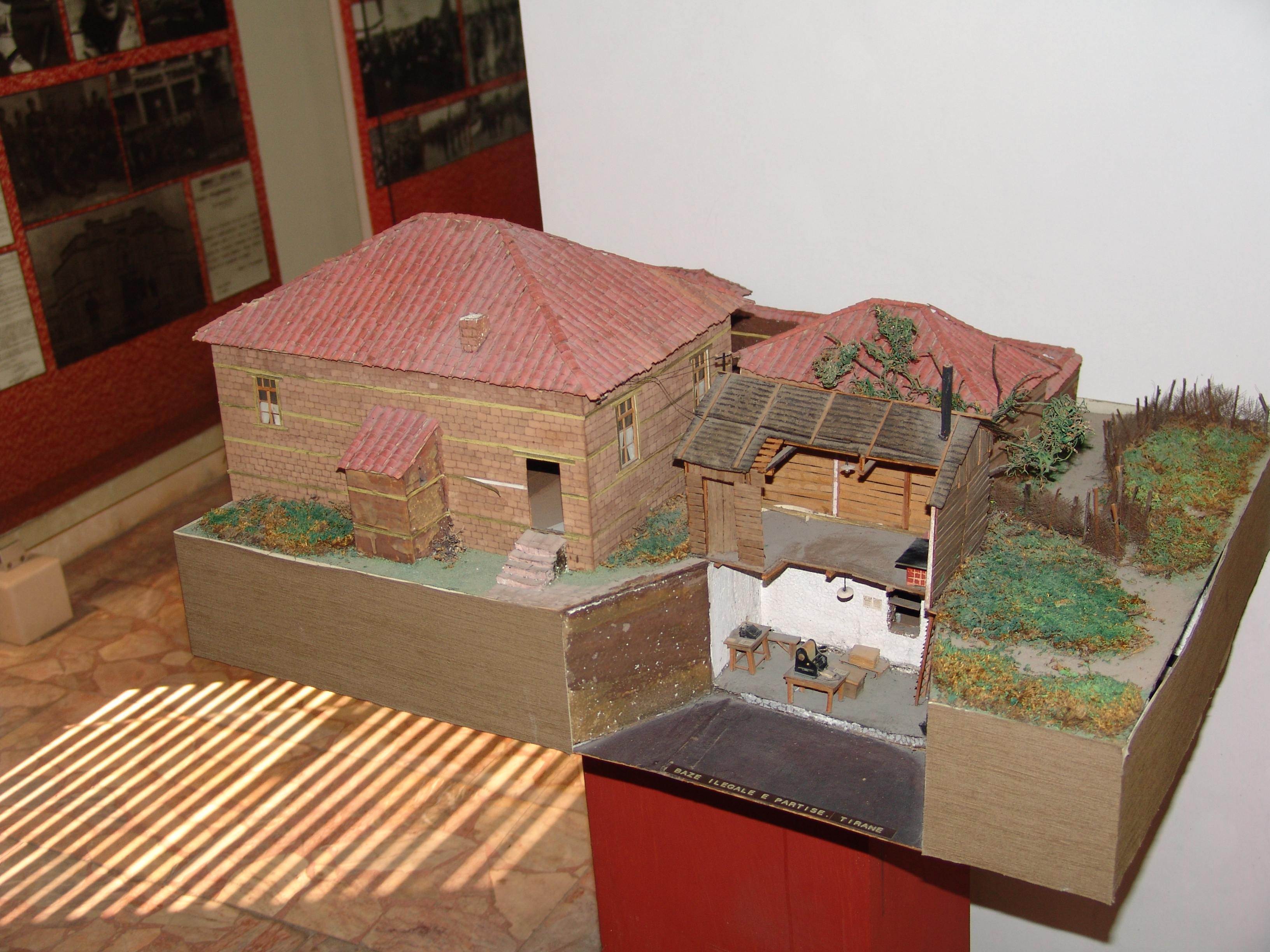
Макет албанського будинку

Албанські житла або укріплені башти будинку (Кулли), процвітали між XVIII—XIX століттями в результаті опору османському завоюванню, руху Албанського Відродження та становлення капіталізму. У більшості випадків вони приймали форму великого сімейного будинку. Проте будинок у якому проживають лише дві особи, також був присутній.
Південні албанські будинки знаходяться в Бераті, Хімарі. Баштові будинки у Гірокастері були побудовані у XIII столітті, під час османського завоювання. Відповідно до їх просторовим та складовим плануванням, албанські будинки класифікуються за чотирма групами:
- Будинки з каміном/вогнищем. Ці будинки знаходяться в районі Тирани і охарактеризовані як «будинки вогню». Займають висоту у два поверхи, займають прилеглі райони Тирани.
- Будинки з ґанком. Відмінна риса цього типу є зв'язок будинку з заднім двором та навколишнім природним середовищем. Часто ці будинки побудовані на плоских поверхнях із землею, яку жителі використовують для сільськогосподарських цілей. Будинки в Тирані оточені глинобитними стінами з великим входом (або воротами), і майже завжди мають простий дах.
- Будинки з горищем, типом балкону на верхньому поверсі призначений для гостей або відпочинку. Вони зазвичай знаходяться у Бераті, і менше у Кружі та Лежі. Горище є домінуючим елементом зовнішнього складу будівлі, перебуваючи на головному фасаді, спочатку розроблено щоб завжди бути відкритим. Горище широко використовується жителями в теплу пору року. Воно також слугує сполучною ланкою з іншими областями будинку. Ці будинки діляться на декілька підтипів: будинки з горищем на передній частині, з іншого боку або в центрі. Прикладом такої структури є Хадждар будинок в Ельбасані.
- Міський Кулла. Знаходяться у Бераті, Кружі, Шкодері для оборонних та складських цілей. Для жителів перший поверх зазвичай слугує безпечним місцем для великої рогатої худоби в зимовий період, та складом для запасів води в посушливі літні місяці.

##### Північна Албанська Кулла

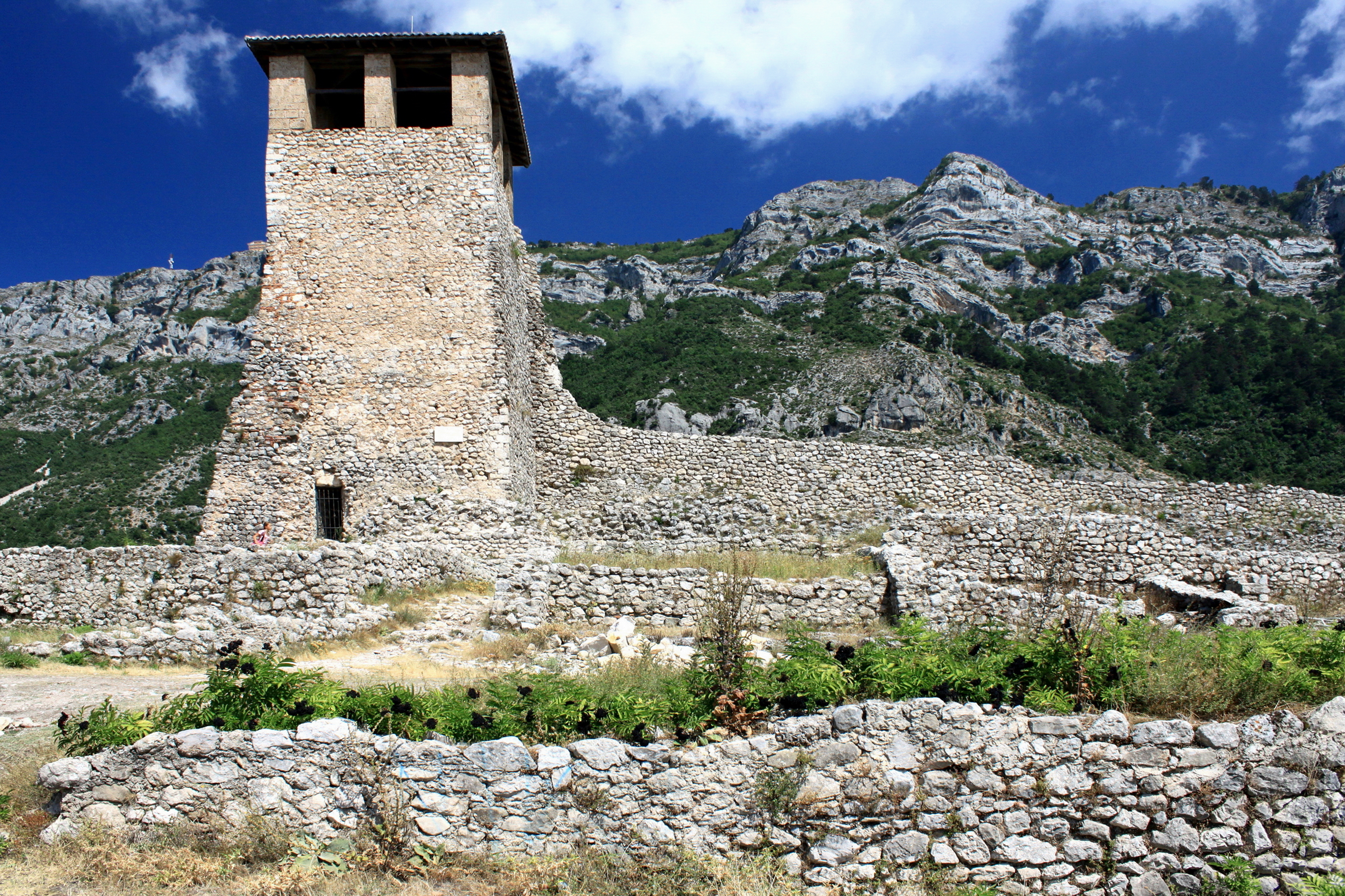
Албанська Кулла

Північна Албанська Кулла це сильно укріплений житловий будинок, побудований в північній Албанії та регіоні Косово. Албанське слово Кулла означає вежа на англійській мові. Північні Албанські Кулли мають невеликі вікна та отвори для стрільби, адже головна їх мета забезпечити безпеку від нападу. Вони були побудовані спочатку з дерева та каменю, а зрештою, тільки з каменю.
Перші Кулли були побудовані в XVII столітті, в той час, коли в Албанії була безперервна боротьба. Більшість з них все ще залишалися до XVIII—XIX століття. Вони майже завжди будувалися в комплексі інших будівель з різними функціями, але Кулли присутні в деяких селах, як і окремі структури.
Деякі Кулли використовувалися як місця ізоляції та притулків, або «заблоковані вежі», призначені для покарання злочинців. Більшість Кулл мають 2-3 поверхи. Характерна одиниця архітектурної структури це палата або кімната збору людей, які, як правило, розміщаються на другому поверсі.

## Албанські міста в першій половині XX століття

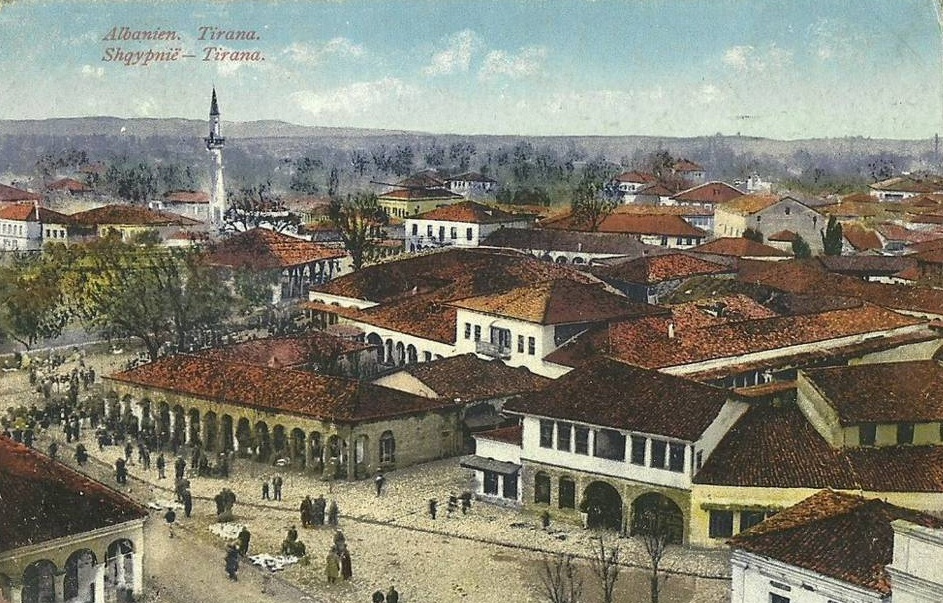
Тирана перед 1914 роком

Перша половина XX століття починається з австро-угорської окупації, а закінчується італійським вторгненням. За цей час, албанські середньовічні міста пройшли перетворення австро-угорських архітекторів, даючи їм образ європейських міст.
Центр Тирани був проектом Ді Фауста, Флорестана і Армандо Бразіні, добре відомих архітекторів того часу. Бразіні заклав основу для організації міністерських будівель у формі кола в центрі міста. План зазнав змін албанського архітектора Фрешері, італійського архітектора Кастеллана, австрійських архітекторів Веісса та Кохлера. Була прийнята прямокутна форма, паралельна дорожня система та звільнення північної частини головного бульвару. Ці плани лягли в основі майбутніх подій в Албанії після Другої Світової війни.

## Комунізм і посткомуністичний період
З 1944 по 1991 роки місто пережило скорочення архітектурної якості. Були побудовані масивні соціалістичні житлові комплекси, широкі дороги, фабрики, в той час міські площі були перероблені і ряд історичних будівель знесено.
Період після падіння комунізму часто описується негативно з точки зору міського розвитку. Кіоски та житлові будинки почали займати колишні громадські місця без планування, почали формуватися неформальні райони навколо міст від внутрішніх мігрантів, які покидають віддалені сільські райони. Зменшення міського простору і збільшення заторів стали основними проблемами в результаті відсутності планування. В рамках адміністративної реформи 2014 року, всі міські центри в Албанії були перероблені та перефарбовані, щоб відобразити більш середземноморський вид.
Хоч багато було досягнуто, критики стверджують, що немає чіткого бачення на майбутнього Тирани (столиці Албанії). Деякі з проблем, що стоять перед Тираною, це втрата громадського простору і хаотичне будівництво, ґрунтові дороги в приміських районах, гибель Штучного Озера Тирани, будівництво центральної автобусної станції та відсутність місць паркування. Майбутні плани включають: будівництво мультимодальної станції Тирани, трамвайної лінії, відновлення району річки Тирани, будівництво нового бульвару вздовж колишнього залізничного вокзалу Тирани та закінчення Великої кільцевої дороги.